# コメルシオ広場

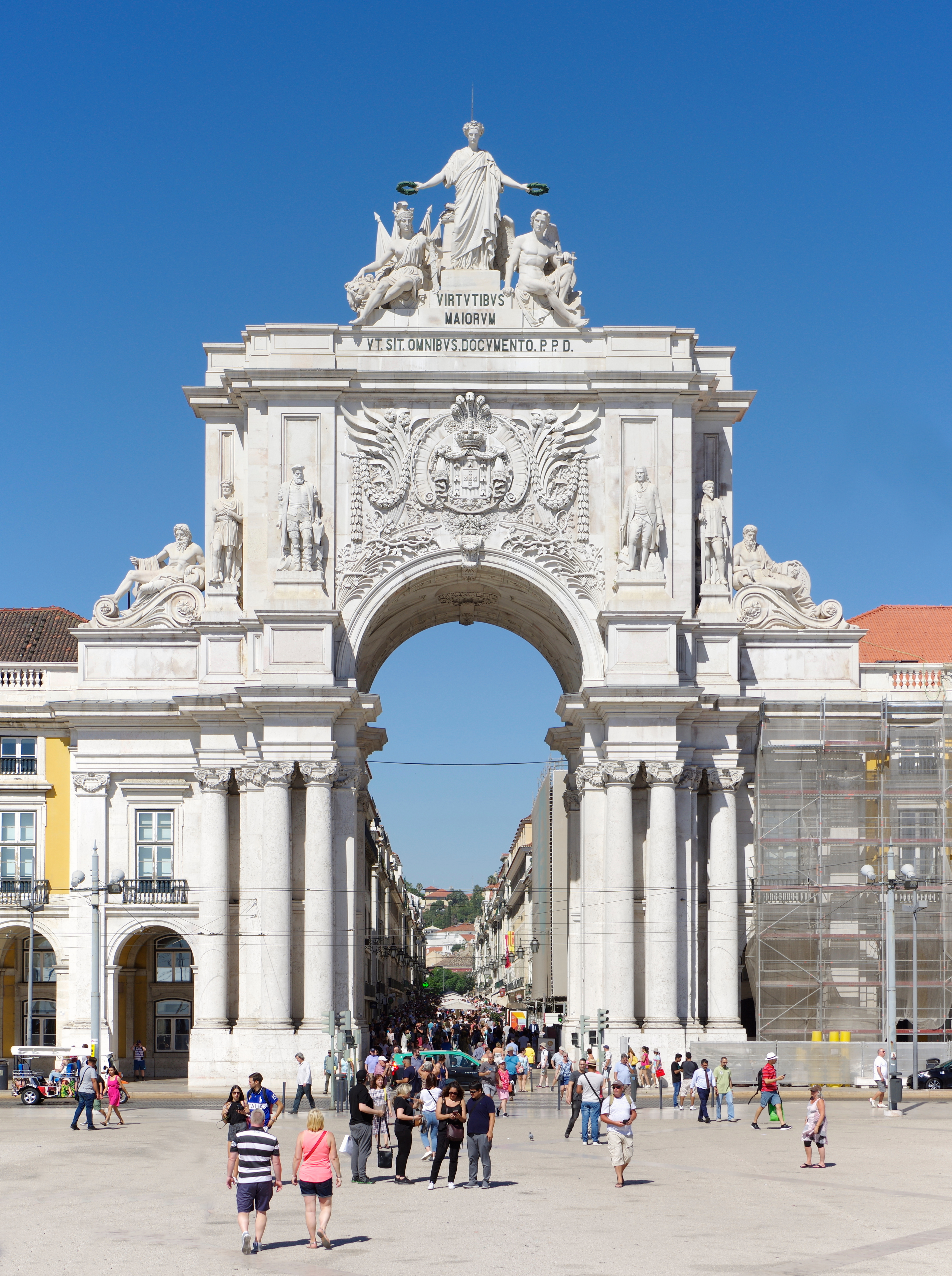
アウグスタ通りとコメルシオ広場の交差するアーチの眺め

コメルシオ広場（Praça do Comércio）は、ポルトガル・リスボンにある広場。『貿易広場』という意味である。テージョ川近くにあり、いまだに元の名前テレイロ・ド・パソ（Terreiro do Paço、宮殿広場の意味）が有名である。これは、1755年のリスボン地震で崩壊したリベイラ宮殿があった場所のためである。地震後、広場はポンバル侯の命令によりポンバル街の再建の一部として完全に改修された。

## 歴史
テージョ川岸の都市開発は、市の城壁外にマヌエル1世が新たにリベイラ宮殿を建てたために、1500年代初頭に明確に推進された。この一帯は港湾関係の建物が開発され、ポルトガルのアジア・アフリカ・アメリカの海外植民地とヨーロッパの他国をつなぐ貿易を取り締まっていた。

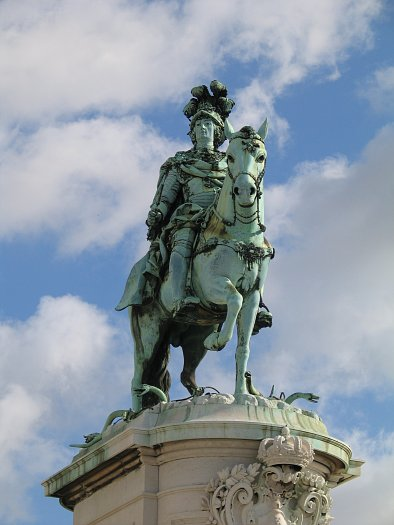
マシャド・ダ・カストロ作、ジョゼ1世騎馬像

1755年11月1日、ジョゼ1世の時代に、リスボン地震が起こり、津波と大火でリスボン市内の大半ががれきの山と化した。河岸にあったリベイラ宮殿と貿易関係の建物もそれに含まれた。ジョゼ1世の宰相ポンバル侯は、ポルトガル繁栄の時代を取り戻すべく積極的な都市再建を進めた。宮殿は再建されず、広場が整備され、新しく合理的な色分けがされポンバル街の再建がされた。これが今のバイシャ・ポンバリーナ地区である（バイシャとは、下町、低地という意味）。
リベイラ宮殿前の広大な広場（170メートル×170メートル）は、テレイロ・ド・パソと呼ばれ、建築家エウジェニオ・ドス・サントスにより均整のとれた姿に再建された。彼は、広場を広大に、テージョ河に向けて開かれたUの字の曲線の中に四角の形に設計した。建物の1階部分はギャラリーとされ、U字型の2つの終わりの部分には、崩壊したリベイラ宮殿の記念塔を回想させる2つの塔が建つ。装飾の細かい部分は変えられ、広場東塔とアウグスタ通りのアーチだけが19世紀になって完成したが、ドス・サントスの計画はほぼ完全に実行された。
広場はコメルシオ広場と名付けられ、リスボン経済の新たな一部となった。広場の均整のとれた建築物は、政府関係の庁舎、港湾・貿易関連の目的で使用された。広場の中心にはジョゼ1世の像が建つ。このブロンズ像は、リスボンで初めて王へ献上された記念像で、当時最高の彫刻家ジョアキン・マシャド・デ・カストロの作品である。
アウグスタ通りに向かって広場は開き、他のリスボン旧市街とつながる。エウジェニオ・ドス・サントスが考案したアーチは1875年に実現した。このアーチは「アルコ・ダ・ルア・アウグスタ」（Arco da Rua Augusta）と呼ばれ、ヴェリッシモ・ダ・コスタのデザインである。時計と、栄光の像と呼ばれるヴィリアトゥス、ヴァスコ・ダ・ガマやヌノ・アルヴァレス・ペレイラ、ポンバル侯の像が立つ。